# Palazzo Tirelli (Parma)

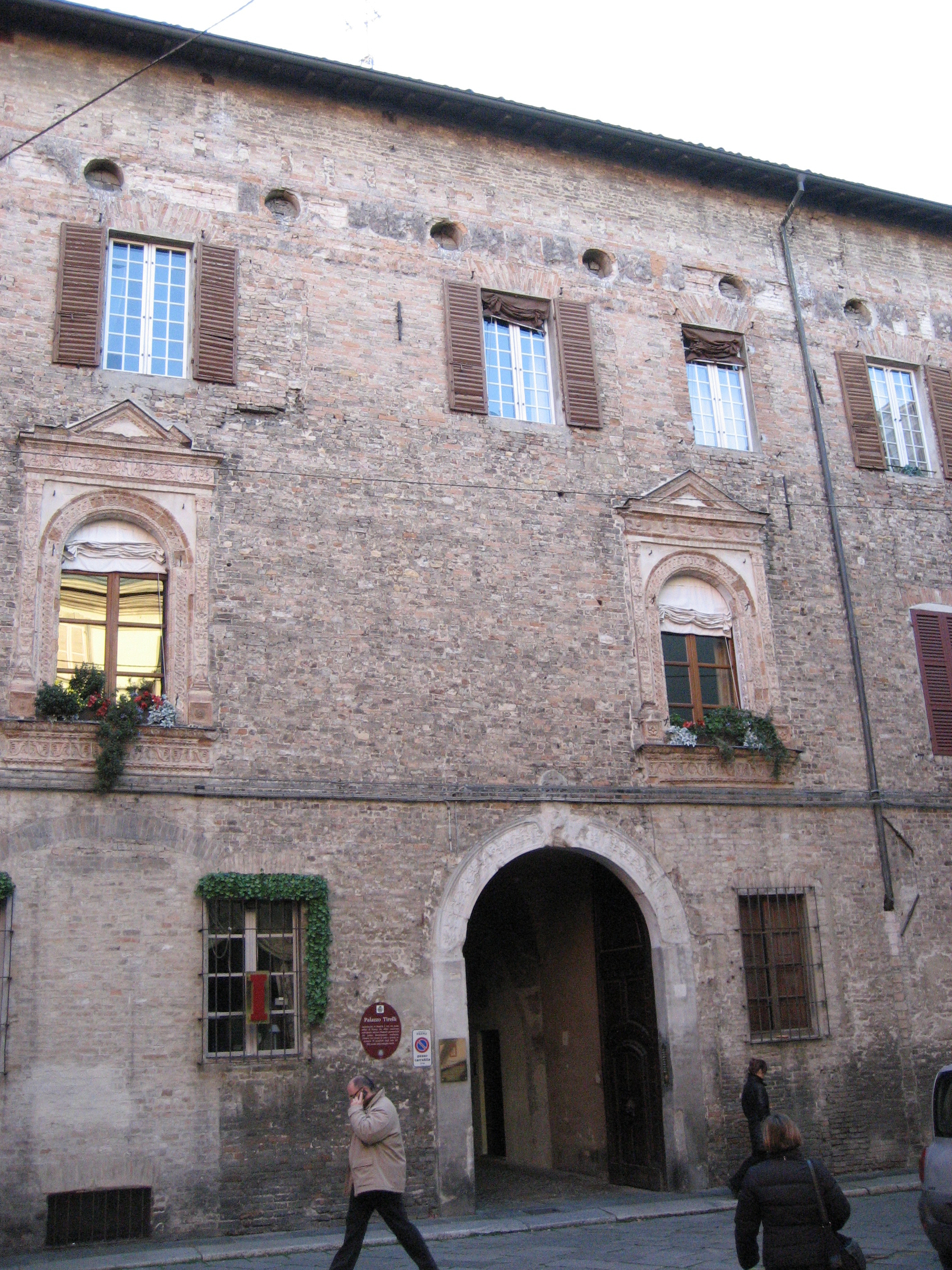
Hauptfassade des Palazzo Tirelli in Parma

Der Palazzo Tirelli ist ein Renaissancepalast im historischen Zentrum von Parma in der italienischen Region Emilia-Romagna. Er ist einer der wenigen verbliebenen Exemplare von herrschaftlichen Palästen aus der Frührenaissance in der Stadt, die lombardischen Einfluss zeigen. Er liegt in der Straße Borgo San Vitale 6.

## Geschichte
Der Palast wurde im Spätmittelalter als Residenz adliger Familien errichtet.
Im 14. Jahrhundert gehörte das Gebäude den Grafen Bajardi, die im 15. Jahrhundert die Renaissancefassade errichten ließen, die man heute noch sehen kann.
Im 17. Jahrhundert gelangte der Palast in den Besitz eines Familienzweiges der Grafen Garimberti, der aber Anfang des 19. Jahrhunderts ausstarb. So wurden die Markgrafen Tirelli Eigentümer des Gebäudes; sie wurden 1696 per Patentbrief von Francesco Farnese geadelt. Der Markgraf Francesco Tirelli nahm den Palast nach seinem Umzug aus Guastalla in Besitz, nachdem er Barbara Malaspina aus der Familie der Markgrafen von Olivola geheiratet hatte, die später Hofdame der Herzogin Marie-Louise wurde.
Seine Erben sind heute noch Eigentümer eines Teils des Palastes.

## Beschreibung

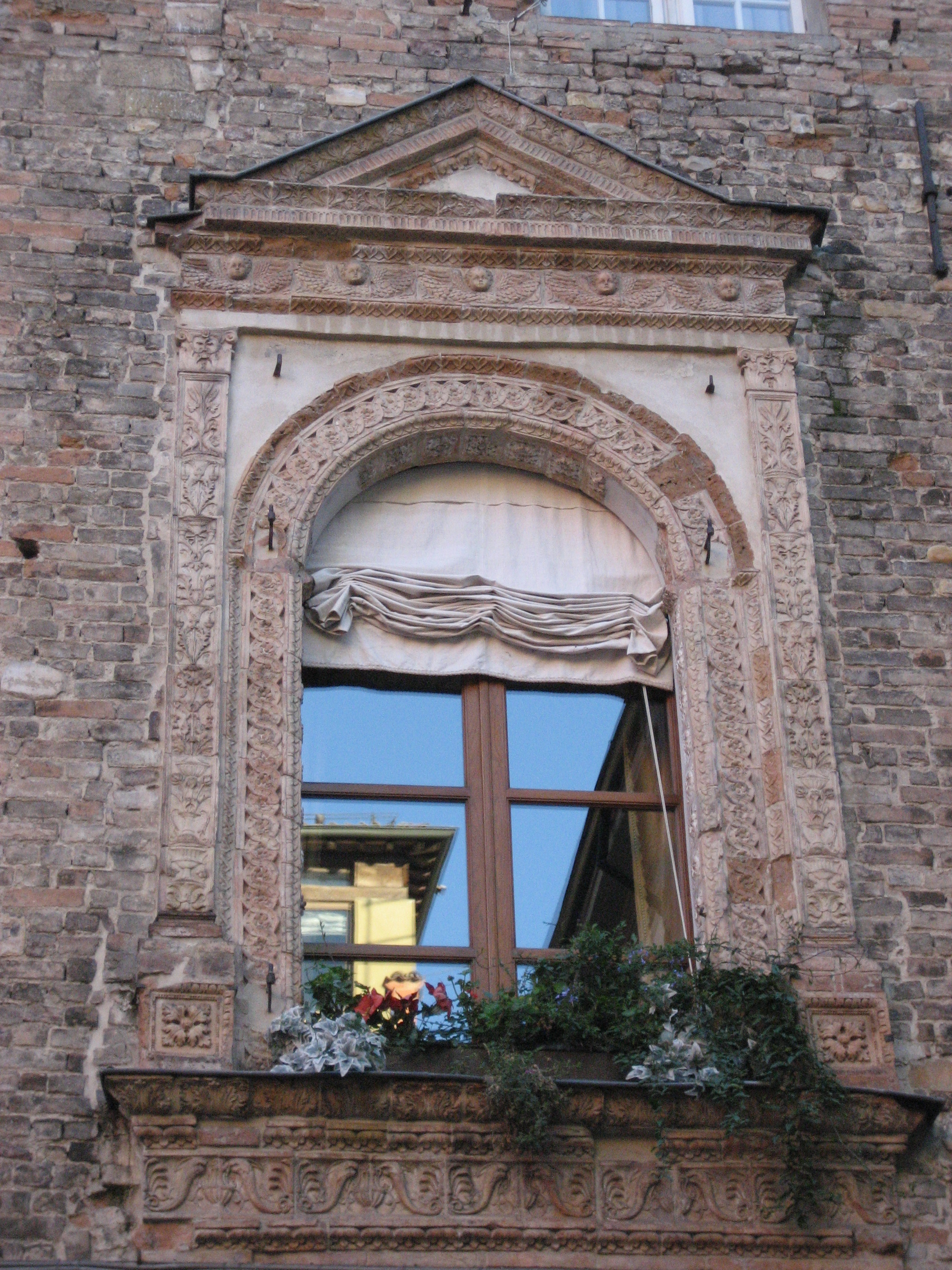
Eines der Renaissancefenster an der Hauptfassade

Der Palast, der an der Ecke zur engen Via Nazario Sauro liegt, ist um einen quadratischen Innenhof herum angelegt.
Die Hauptfassade aus dem 15. Jahrhundert stellt das wertvollste Element des Gebäudes dar. Sie besteht vollständig aus Mauerwerk und erhebt sich über drei Stockwerke. Im ersten Obergeschoss stechen die beiden breiten Fenster in der Mitte durch ihre Schönheit hervor: Im Renaissancestil mit lombardischen Einfluss sind ihre Terracottarahmen, die sehr reich an plastischen Abbildungen sind, noch fast unbeschädigt erhalten. Die Öffnungen, gewölbt und von Terracottabändern eingerahmt, liegen im Inneren weiterer Rahmen, die auf hohen Fensterbänken ruhen und aus Lisenen bestehen, auf denen dreieckige Tympana sitzen. Seitlich davon zwischen zwei Paaren einfacher Fenster, kann man noch die Terracottarahmen weiterer Fenster sehen, die in früherer Zeit vermauert wurden.

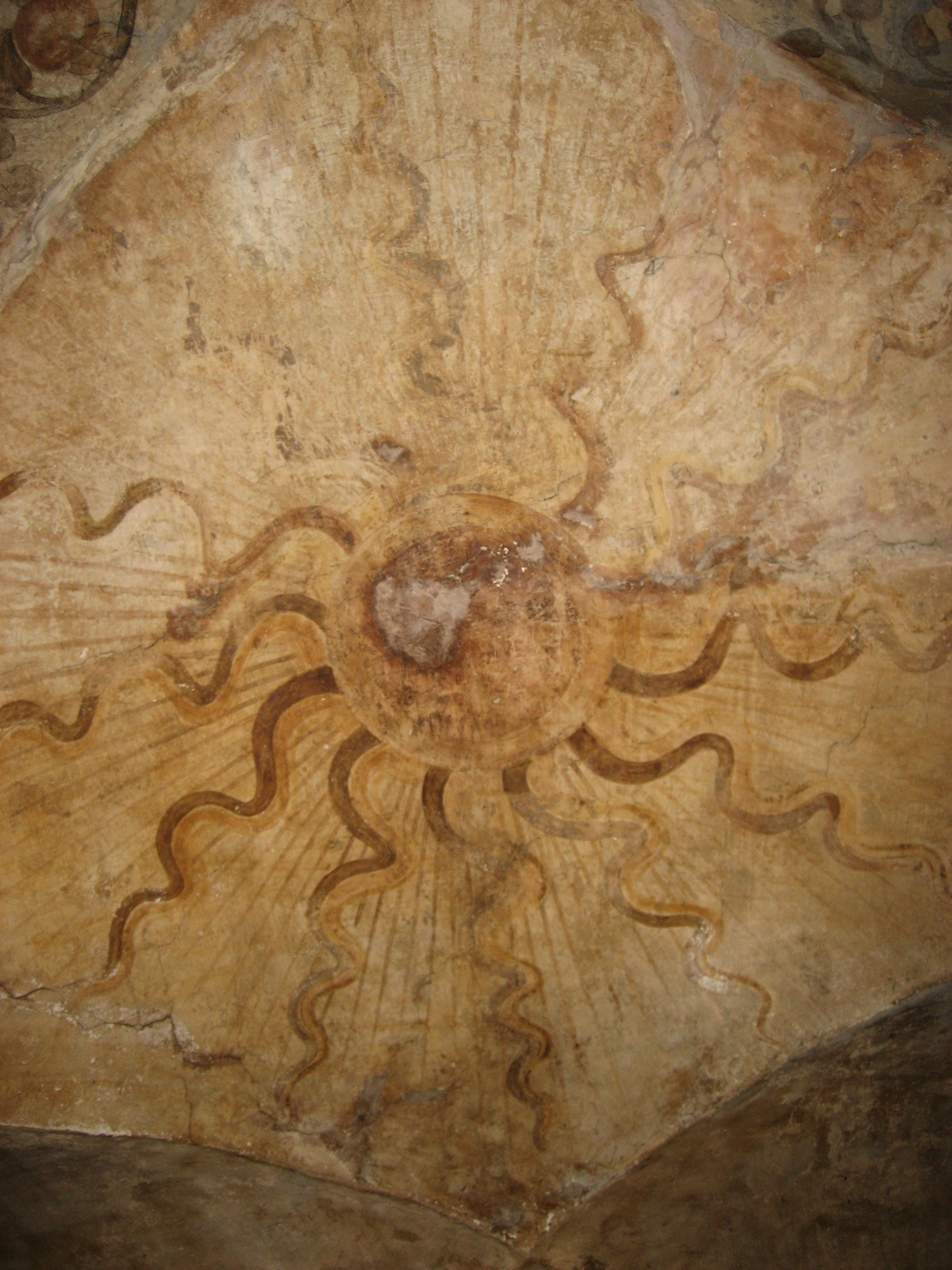
Gewölbe des Empfangssalons

Von gleichem Wert ist das hohe Eingangsportal, das innerhalb der Fassade leicht asymmetrisch liegt: Ein Marmorrahmen, verziert mit Lupinieren, fassen oben einen Bogen ein, der auf zwei glatten Pfeilern ruht.
Die tiefe Empfangshalle ist durch das Deckengewölbe gekennzeichnet, in dem man wieder Spuren von Verzierungen aus dem 15. Jahrhundert entdeckt, die Trauben auf weißem Hintergrund darstellen, in die das christliche Symbol des Heiligen Bernhardin von Siena eingesetzt ist.

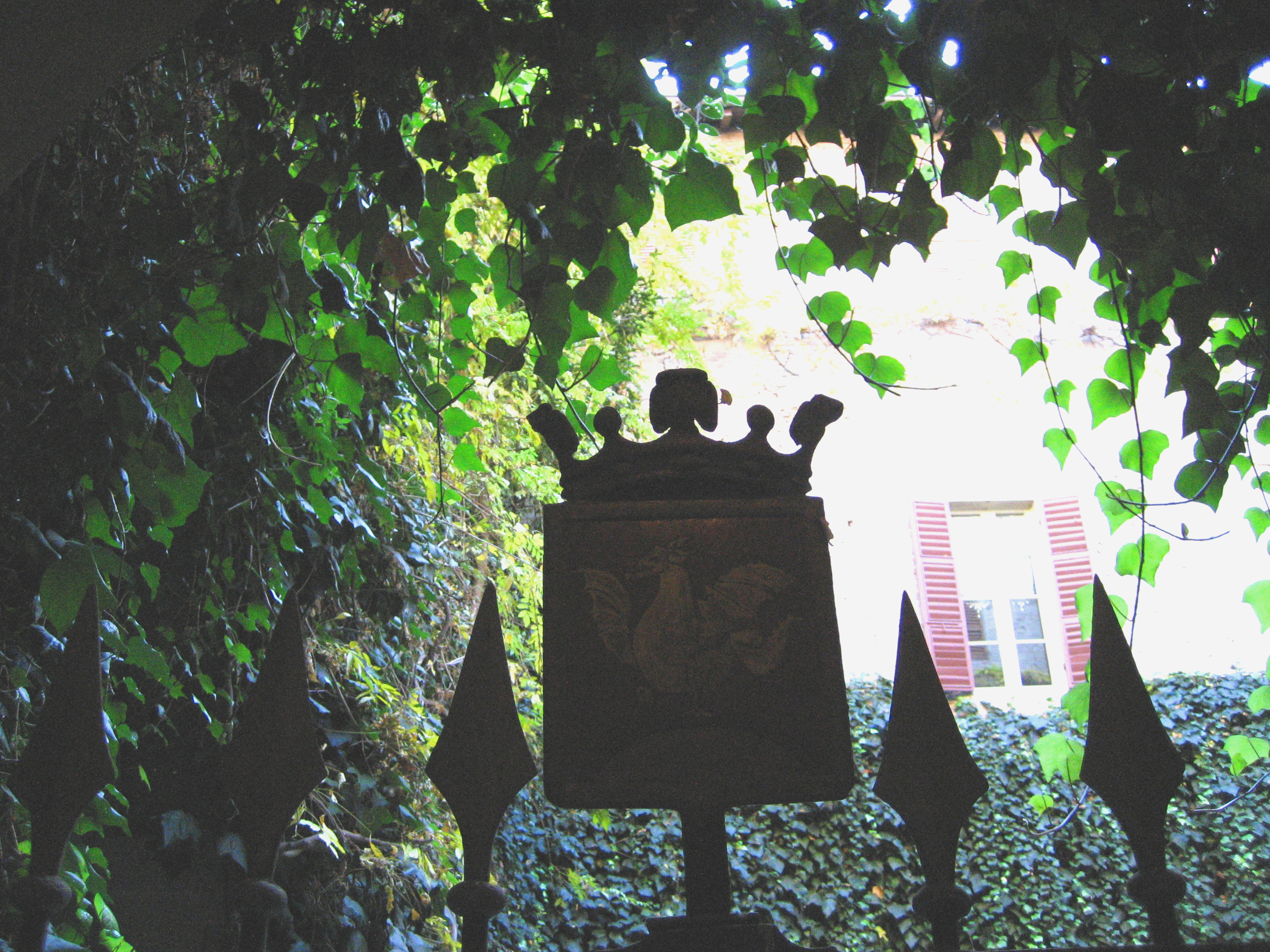
Tor zum Innenhof

Der Innenhof hat nur auf einer Seite eine Vorhalle. Auf der Westseite befinden sich zwei kleine, gotische Fenster, deren Bögen bemalte Lünetten enthalten und von denen eines ursprünglich aus dem 15. Jahrhundert stammt. Auf der Ostseite fällt ein großer Bogen auf, der mit Ziegeln vermauert wurde und von Säulen mit kubischen Kapitellen gestützt wird.
Eine Monumentaltreppe mit drei Zügen, die aus dem 16. oder 17. Jahrhundert stammt, führt zum ersten Obergeschoss, das durch wertvolle Verzierungen gekennzeichnet ist: Die Säle zeigen Decken mit doppelten Holzrahmen, die dekorative Bildmotive, wie figürliche Tavoletten, Pferdeköpfe und Flammenzungen haben und darüber hinaus Wände mit Friesen, die mit Grotesken und falschem Marmor bemalt wurden. Außerdem sind Möbel im Empirestil in perfektem Erhaltungszustand vorhanden.